# Dolichoderus dibolia
Dolichoderus dibolia é uma espécie de formiga do gênero Dolichoderus.